# Peter Skerl
Peter Skerl (Belgrado, 28 marzo 1940 – Los Angeles, 19 giugno 2020) è stato un regista e sceneggiatore apolide naturalizzato statunitense.
Ritenuto uno fra i volti più misteriosi del cinema di genere italiano, Skerl ha completato soltanto un film per poi abbandonare il mondo della settima arte.

## Biografia
Suo padre è Marijan Skerl, nato a Trieste da genitori sloveni, di cittadinanza jugoslava e dirigente della Sandoz a Belgrado; sua madre è Eleonora Petku, nata a Chișinău e di origini russo-polacche nonostante l'infanzia trascorsa a Slatina. Dopo la guerra, con l'avvento della RSF Jugoslava, i coniugi Skerl subiranno l'arresto per motivi politico-ideologici, seppure in tempi diversi.
Negli archivi belgradesi il suo nome è Petor, poi adattato a Peter e, nei documenti, italianizzato in Pietro.
Peter esordisce come attore a soli 19 anni al teatro Pirandello con lo spettacolo I derelitti, da lui scritto e diretto, con la propria compagnia I Giovani Artisti. Ne fanno parte la sorella Elisabetta oltre a Piero Vivaldi, Gianni Bertoncini, Paola Palombo e Alberto Gandolfo. Nel 1965, assieme all'amico Gianni Martucci, compone testi e musiche per il 45 giri di gusto pop interpretato da Armando da Pesaro Non aver paura/Trionferò.
In seguito si dedicherà alla regia, dapprima teatrale, poi cinematografica. A metà degli anni sessanta si trasferisce per lavoro in Svezia, prima a Köping e quindi a Sala, dove nascono i figli Alexander e Catherine (1967-1984). Non dismette il suo interesse per il palcoscenico tanto che, nel giugno 1968, viene premiato al Festival del Teatro Scandinavo di Stoccolma con l'opera En Dag Skall Komma. Durante il soggiorno svedese tenta di dar vita ad alcune co-produzioni cinematografiche internazionali, sempre con l'aiuto di Martucci: una di queste, una parodia dei film di James Bond da ambientarsi a Bratislava, fallisce per l'invasione sovietica della Cecoslovacchia; un'altra, un giallo da girarsi a Vienna, Prater shock, finisce anch'essa nel nulla. 
Stando a quanto egli stesso afferma in un'intervista, è durante il periodo di lavorazione di En Dag Skall Komma che avrebbe conosciuto Ingmar Bergman. Skerl sostiene di essere stato assistente del maestro svedese ne L'ora del lupo e La vergogna, anche se il suo nome non compare nei titoli di coda. In un articolo de Il Mattino, Skerl aggiunge, fra le collaborazioni con Bergman, quella per l'edizione italiana di Scene da un matrimonio.
Si trasferisce poi in Italia e scrive il copione di Ragazza tutta nuda assassinata nel parco. Ugo Valenti gli affida la regia di Bestialità. Il film, nonostante i contenuti scabrosi per l'epoca (in una scena si allude a un rapporto zoofilo), ottiene il nulla osta alla proiezione il 26 ottobre del 1976, seppure con divieto ai minori di diciotto anni. In gennaio, però, viene richiamato dalle prime visioni da parte della magistratura di Bolzano che ordina i tagli di alcune parti, mentre il mese seguente il Procuratore dell'Aquila ne dispone il sequestro su tutto il territorio nazionale ritenendo troppo morbida l'azione dei colleghi bolzanini a fronte delle oscenità mostrate. Alcuni mesi più tardi il Tribunale di Bolzano, dopo aver rimesso in circolo in film coi tagli suddetti, emetterà condanne per Virgilio Mattei (cognato e prestanome del regista), per la finanziatrice Giuliana Gamba e le attrici Franca Stoppi e Leonora Fani.
Le iniziative censorie non impediscono alla pellicola una buona riuscita commerciale, per cui Skerl viene contattato per realizzare altri lungometraggi di eguale tenore che, tuttavia, non vedranno mai la luce. Fra questi sono Zoorastia, pellicola mai terminata a causa di problemi finanziari della produzione di Pino Buricchi (si sa soltanto che nel cast dovevano esserci Pietro Barzocchini ed Eleonora King, la compagna di Skerl) e Mostruosità, che si arrestò alla pura fase del progetto. Tali fallimenti convinceranno Peter Skerl ad abbandonare l'Italia. Si trasferisce infatti negli Stati Uniti, a Los Angeles, dove dirige una scuola di recitazione.
Il 22 gennaio 1984 sua figlia Catherine Skerl viene ritrovata uccisa nelle campagne di Grottaferrata. Il serial killer Maurizio Giugliano fu sospettato dell'omicidio e poi prosciolto dall'accusa. Il delitto, a tutt'oggi irrisolto, è stato al centro di numerose controversie, tra cui il trafugamento della salma della giovane dal loculo del Verano dove era stata tumulata. Nel 2022 il comune di Roma ha negato una denominazione toponomastica per il ricordo di Catherine Skerl.

## Filmografia

### Regista e sceneggiatore
- Bestialità (1976)

### Sceneggiatore
- Ragazza tutta nuda assassinata nel parco, regia di Alfonso Brescia (1972)